# Droga wojewódzka 708
Die Droga wojewódzka 708 (DW 708) ist eine 40 Kilometer lange Droga wojewódzka (Woiwodschaftsstraße) in der polnischen Woiwodschaft Łódź, die Ozorków mit Brzeziny verbindet. Die Strecke liegt im Powiat Zgierski und im Powiat Brzeziński.

## Streckenverlauf
Woiwodschaft Łódź, Powiat Zgierski
-  Ozorków (DK 91)
- Maszkowice
- Modlna
- Celestynów
- Bądków
-  Warszyce (DW 702)
- Wola Branicka-Kolonia
- Kębliny
- Moszczenica
- Anielin Swędowski
-  Stryków (A 1, A 2, DK 14)
- Niesułków
- Niesułków-Kolonia

Woiwodschaft Łódź, Powiat Brzeziński
- Dąbrówka Duża
- Tadzin
-  Brzeziny (Brzeziny) (A 1, DK 72, DW 704, DW 715)